# Списък на телевизионните канали в Русия
По-долу е представен списък с телевизионни канали, регистрирани в съответствие със законодателството в Русия, или създадени от руски юридически лица.

## Мултиплекси

### Първи мултиплекс
Според указ на президента от 24 юни 2009 г. № 715 „За задължителните национални обществени телевизионни канали и радиостанции“ в първия мултиплекс на цифровата телевизия на Русия (РТРС-1) включва 10 телевизионни канала и 3 радиостанции.

#### Телевизионни канали
| ТВ канал                      | Лого | Собственост                                                                  | Дата на основаване  | Уебсайт                                                          | Формат на изображението | Тематика     | Предишни телевизионни канали | Разрешително                                                                         |
| ----------------------------- | ---- | ---------------------------------------------------------------------------- | ------------------- | ---------------------------------------------------------------- | ----------------------- | ------------ | --- | ------------------------------------------------------------------------------------ |
| Първи канал                   |      | Правителство на Русия (51 %), Национална медийна група (25 %), ОРТ-КБ (24 %) | 1 април 1995 г.     | 1tv.ru                                                           | HD 16:9                 | обществена   | Първа програма на ЦТ (22 март 1951—24 декември 1991); 1-ви канал Останкино + GMS (26 декември 1991—31 март 1995)                                                                                         | ЭЛ № ФС 77 — 50252 от 07.06.2012 Архив на оригинала от 2016-08-27 в Wayback Machine. |
| Русия 1                       |      | Общоруска държавна телевизионна и радиопредавателна компания                 | 13 май 1991 г.      | russia.tv                                                        | HD 16:9                 | обществена   | Втора програма на ЦТ (4 февруари 1956—13 май 1991) | ЭЛ № ФС 77 — 48137 от 30.12.2011 Архив на оригинала от 2016-08-27 в Wayback Machine. |
| Мач ТВ                        |      | Газпром медия                                                                | 1 ноември 2015 г.   | matchtv.ru                                                       | HD 16:9                 | спорт        | Технически канал (25 януари 1971—31 декември 1992); ТВ 6 (1 януари 1993—21 януари 2002); НТВ плюс Спорт (22 януари 2002—31 май 2002); ТВС (1 юни 2002—21 юни 2003); Русия 2 (22 юни 2003—1 ноември 2015) | ЭЛ № ФС 77 — 63590 от 02.11.2015 Архив на оригинала от 2016-08-27 в Wayback Machine. |
| НТВ                           |      | Газпром медия                                                                | 10 октомври 1993 г. | ntv.ru                                                           | HD 16:9                 | обществена   | Четвърта програма на ЦТ (4 ноември 1967—25 декември 1991); 4-ви канал Останкино (26 декември 1991—16 януари 1994); Руски университети (6 юли 1992—10 ноември 1996)                                       | ЭЛ № 77 — 4516 от 18.08.2015 Архив на оригинала от 2016-03-04 в Wayback Machine.     |
| Пети канал                    |      | Национална медийна група (72 %), Правителство на Санкт Петербург (28 %)      | 7 юли 1938 г.       | 5-tv.ru                                                          | SD 4:3                  | обществена   | Няма | ЭЛ № ФС 77 — 48687 от 16.02.2012 Архив на оригинала от 2016-08-27 в Wayback Machine. |
| Русия К                       |      | Общоруска държавна телевизионна и радиопредавателна компания                 | 1 ноември 1997 г.   | tvkultura.ru Архив на оригинала от 2015-11-03 в Wayback Machine. | SD 4:3                  | култура      | Ленинградска програма на ЦТ (25 януари 1971—24 декември 1991); Петербург — 5 канал (25 декември 1991—31 октомври 1997)                                                                                   | ЭЛ № ФС 77 — 48107 от 30.12.2011 Архив на оригинала от 2016-08-27 в Wayback Machine. |
| Русия 24                      |      | Общоруска държавна телевизионна и радиопредавателна компания                 | 1 юли 2006 г.       | vesti.ru                                                         | SD 16:9                 | новини       | Новини ТВ програма CT (15 декември 1953 г — 14 юни 1991 г) 7TV (14 юни 1991 г — 1 юни 2006) | ЭЛ № ФС 77 — 48108 от 30.12.2011 Архив на оригинала от 2016-08-27 в Wayback Machine. |
| Карусел                       |      | Общоруска държавна телевизионна и радиопредавателна компания                 | 27 декември 2010 г. | karusel-tv.ru                                                    | SD 16:9                 | деца и юноши | ТелеНяня (1 юни 2006—27 декември 2010); Бибигон (1 септември 2007—27 декември 2010) | ЭЛ № ФС 77 — 51992 от 11.12.2012 Архив на оригинала от 2017-10-26 в Wayback Machine. |
| Обществена телевизия на Русия |      | Автономна организация с нестопанска цел „Обществена телевизия на Русия“      | 19 май 2013 г.      | otr-online.ru                                                    | HD 16:9                 | обществена   | Канал 3 (9 юни 1997 г — 1 ноември 2012 г) | ЭЛ № ФС 77 — 54772 от 17.07.2013 Архив на оригинала от 2016-08-27 в Wayback Machine. |
| ТВ Център                     |      | Правителство на Москва (99,3 %), „Промторгцентър“ (0,7 %)                    | 9 юни 1997 г.       | tvc.ru                                                           | SD 16:9                 | обществена   | Московска програма на ЦТ (29 март 1965—1 ноември 1989); Московски телевизионен канал + 2х2 (2 ноември 1989—8 юни 1997)                                                                                   | ЭЛ № ФС 77 — 62849 от 20.08.2015 Архив на оригинала от 2016-08-27 в Wayback Machine. |

#### Радиостанции
В цялостното развитие на цифровото излъчване в Русия, в мултиплекс са добавени и радиостанции.
| Радиостанция | Собственост                                                  | Дата на основаване  | Уебсайт                                                           | Време на излъчване | Тематика      | Предишни радиостанции                              |
| ------------ | ------------------------------------------------------------ | ------------------- | ----------------------------------------------------------------- | ------------------ | ------------- | -------------------------------------------------- |
| Вести ФМ     | Общоруска държавна телевизионна и радиопредавателна компания | 5 февруари 2008 г.  | radiovesti.ru Архив на оригинала от 2021-07-20 в Wayback Machine. | денонощно          | новини        | Радио Русия, Москва (1 април 2006—5 февруари 2008) |
| Маяк         | Общоруска държавна телевизионна и радиопредавателна компания | 1 август 1964 г.    | radiomayak.ru Архив на оригинала от 2012-11-04 в Wayback Machine. | денонощно          | развлекателна | няма                                               |
| Радио Русия  | Общоруска държавна телевизионна и радиопредавателна компания | 10 декември 1990 г. | radiomayak.ru Архив на оригинала от 2012-11-04 в Wayback Machine. | денонощно          | обществена    | Радио 1 (23 ноември 1924—8 февруари 1991)          |

### Втори мултиплекс
| ТВ канал | Лого | Собственост                                                  | Дата на основаване  | Уебсайт                                                             | Формат на изображението | Тематика                | Предишни телевизионни канали                                                                    | Разрешително                                                                         |
| -------- | ---- | ------------------------------------------------------------ | ------------------- | ------------------------------------------------------------------- | ----------------------- | ----------------------- | ----------------------------------------------------------------------------------------------- | ------------------------------------------------------------------------------------ |
| РЕН ТВ   |      | Национална медийна група (82 %)                              | 1 януари 1997 г.    | ren.tv                                                              | HD 16:9                 | обществена              | М 49 (1 януари 1994—31 декември 1996)                                                           | ЭЛ № ФС 77 — 66270 от 01.07.2016 Архив на оригинала от 2017-01-02 в Wayback Machine. |
| Спас     |      | Финансово бизнес управление на РПЦ (51 %), Спас медия (49 %) | 28 юли 2005 г.      | spastv.ru                                                           | SD 16:9                 | обществено-православна  | няма                                                                                            | ЭЛ № ФС 77 — 49836 от 18.05.2012 Архив на оригинала от 2016-08-27 в Wayback Machine. |
| СТС      |      | СТС медия                                                    | 1 декември 1996 г.  | ctc.ru                                                              | SD 16:9                 | развлекателна           | AMTV (1 януари 1993—30 ноември 1996)                                                            | ЭЛ № ФС 77 — 61542 от 24.04.2015 Архив на оригинала от 2016-08-27 в Wayback Machine. |
| Домашний |      | СТС медия                                                    | 6 март 2005 г.      | tv.domashniy.ru Архив на оригинала от 2012-06-06 в Wayback Machine. | SD 16:9                 | обществена              | М1 (13 февруари 1994—5 март 2005)                                                               | ЭЛ № ФС 77 — 61556 от 30.04.2015 Архив на оригинала от 2016-08-27 в Wayback Machine. |
| ТВ 3     |      | Газпром медия                                                | 1 юли 1997 г.       | tv3.ru                                                              | SD 16:9                 | обществена              | няма                                                                                            | ЭЛ № ФС 77 — 62315 от 03.07.2015                                                     |
| Пятница! |      | Газпром медия                                                | 1 юни 2013 г.       | friday.ru                                                           | SD 16:9                 | развлекателна           | BIZ-TV (6 ноември 1989—24 септември 1998); MTV Русия (25 септември 1998—1 юни 2013, 1.10.2013-) | ЭЛ № ФС 77 — 62373 от 14.07.2015 Архив на оригинала от 2016-08-27 в Wayback Machine. |
| Звезда   |      | ОАО ТРК ВС РФ „Звезда“                                       | 20 февруари 2005 г. | tvzvezda.ru                                                         | SD 16:9                 | военно-патриотическа    | няма                                                                                            | ЭЛ № ФС 77 — 61865 от 18.05.2015 Архив на оригинала от 2016-01-30 в Wayback Machine. |
| Мир      |      | ЗАО МТРК Мир                                                 | 9 октомври 1992 г.  | mirtv.ru                                                            | HD 16:9                 | обществена              | няма                                                                                            | ЭЛ № ФС 77 — 48753 от 22.02.2012 Архив на оригинала от 2016-08-27 в Wayback Machine. |
| ТНТ      |      | Газпром медия                                                | 1 януари 1998 г.    | tnt-online.ru                                                       | SD 16:9; HD 16:9        | развлекателна           | Интерфакс ТВ (19 юли 1996—31 декември 1997)                                                     | ЭЛ № ФС 77 — 63790 от 27.11.2015 Архив на оригинала от 2016-08-27 в Wayback Machine. |
| Муз ТВ   |      | ЮТВ Раша Холдинг                                             | 1 май 1996 г.       | muz-tv.ru                                                           | SD 16:9                 | музикално-развлекателна | няма                                                                                            | ЭЛ № ФС 77 — 65731 от 20.05.2016 Архив на оригинала от 2024-03-01 в Wayback Machine. |

## Федерални канали
| ТВ канал          | Лого | Собственост                                             | Дата на основаване   | Уебсайт                                                             | Формат на изображението | Тематика      | Предишни телевизионни канали                                                                                            | Разрешително                                                                         |
| ----------------- | ---- | ------------------------------------------------------- | -------------------- | ------------------------------------------------------------------- | ----------------------- | ------------- | --- | ------------------------------------------------------------------------------------ |
| Че                |      | СТС медия                                               | 12 ноември 2015 г.   | chetv.ru                                                            | SD 4:3                  | развлекателна | 24 канал (1 януари 1994—6 юни 1999); Перец (7 юни 1999—12 декември 2015)                                                | ЭЛ № ФС 77 — 63120 от 18.09.2015 Архив на оригинала от 2016-12-21 в Wayback Machine. |
| Евронюз Русия     |      | Евронюз (по лиценз на ОДТРК)                            | 2 октомври 2001 г.   | ru.euronews.net Архив на оригинала от 2011-04-23 в Wayback Machine. | SD 16:9                 | новини        | Телекспо, подразделение на Русия К (1 март 1995—1 октомври 2001)                                                        | Эл № ФС 77 — 49549 от 24.04.2012 Архив на оригинала от 2016-12-21 в Wayback Machine. |
| ТНТ4              |      | Газпром медия                                           | 1 януари 2016 г.     | tnt4.ru Архив на оригинала от 2017-03-22 в Wayback Machine.         | SD 4:3                  | развлекателна | Comedy TV (23 юни 2008—1 септември 2014); ТНТ Comedy (1 септември 2014—31 декември 2015)                                | ЭЛ № ФС 77 — 62351 от 14.07.2015 Архив на оригинала от 2017-09-10 в Wayback Machine. |
| 2x2               |      | Газпром медия                                           | 1 ноември 1989 г.    | 2x2tv.ru                                                            | SD 4:3                  | анимация      | Прометей АСТ (4 май 1998—31 декември 2002) Rambler Телесет (1 януари 2003—13 юни 2007)                                  | ЭЛ № ФС 77 — 62351 от 14.07.2015 Архив на оригинала от 2017-09-10 в Wayback Machine. |
| Дисни Ченъл Русия |      | ЮТВ Раша Холдинг (80 %); The Walt Disney Company (20 %) | 10 август 2010 г.    | kanal.disney.ru Архив на оригинала от 2017-04-02 в Wayback Machine. | SD 4:3                  | семейни филми | Семьорка, в ефир (17 април 2000—31 декември 2011); Jetix, в кабелни и сателитни мрежи (14 февруари 2004—10 август 2010) | ЭЛ № ФС 77 — 65674 от 13.05.2016 Архив на оригинала от 2018-09-11 в Wayback Machine. |
| Ю                 |      | ЮТВ Раша Холдинг                                        | 16 септември 2012 г. | u-tv.ru                                                             | SD 4:3                  | развлекателна | К 10 (1 септември 1995—30 април 1996) Муз ТВ (1 май 1996—16 септември 2012)                                             | ЭЛ № ФС 77 — 66441 от 14.07.2016 Архив на оригинала от 2017-01-02 в Wayback Machine. |
| РБК               |      | ОАО „РосБизнесКонсалтинг“                               | 1 септември 2003 г.  | rbctv.ru                                                            | SD 16:9                 | бизнес        | няма | ЭЛ № ФС 77 — 48829 от 02.03.2012 Архив на оригинала от 2017-10-19 в Wayback Machine. |